# Minimum Control Speed
Minimum Control Speed (VMC) ist ein Begriff aus der Luftfahrt und beschreibt bei mehrmotorigen Flugzeugen die minimale Geschwindigkeit, bei der die aerodynamische Lenkbarkeit eines Luftfahrzeugs im Horizontalflug bei einem nicht-symmetrischen Triebwerksausfall aufrechterhalten bleibt. Als aerodynamische Lenkbarkeit ist in EASA CS-23 und EASA CS-25 die Situation eines Luftfahrzeugs definiert, dessen Schräglage während des Fluges und Triebwerksausfall nicht mehr als 5° beträgt. Dabei wird die maximal zertifizierte Abhebemasse (MTOW), die ungünstigste Schwerpunktlage, maximaler Startschub auf den Triebwerken und der Ausfall des sogenannten kritischen Triebwerks (critical engine) angenommen. Beim Unterschreiten der VMC ist die Steuerbarkeit des Luftfahrzeugs nicht mehr garantiert.
Bei einem Triebwerkausfall während des Startlaufs gelten die gleichen Bedingungen. Das Flugzeug darf beim nicht-symmetrischen Triebwerksausfall maximal 9,1 m (30 ft) von der Mittellinie der Startbahn abweichen.

## Schwerpunktlage
Die Lage des Schwerpunktes auf der Längsachse des Luftfahrzeug ist zur Ermittlung der VMC essentiell.
Liegt der Schwerpunkt weit vorne, kann die VMC niedriger ausfallen als bei einem Schwerpunkt weiter hinten. Grund dafür ist die Tatsache, dass bei vorderer Schwerpunktlage der Hebelarm zwischen Seitenruder des Leitwerks und Schwerpunkt größer als bei hinterer Schwerpunktlage ist und somit ein größeres oder gleiches Moment (Moment = Kraft × Hebelarm) bei niedrigerer Geschwindigkeit entstehen kann. Dadurch, dass nur ein Triebwerk aktiv ist, muss das Gieren (Jochmoment) des aktiven Triebwerks aerodynamisch durch das Seitenruder ausgeglichen werden. Je höher die Triebwerksleistung des noch funktionierenden Triebwerks ist, desto höher sind die aerodynamischen Kräfte am Seitenruder zum Ausgleich.

## Dichtehöhe
Mit ansteigender Dichtehöhe nimmt die VMC ab da die Triebwerksleistung auf Grund der Dichteabnahme der Luft sinkt und somit bei Triebwerksausfall weniger Kraft am Seitenruder zur Korrektur der Flugrichtung aufgebracht werden muss.

## Sonderfälle
Bei Flugzeugen, die zwar mehrmotorig sind, aber die Triebwerke in einer Achse und hintereinander montiert sind, gilt das VMC-Konzept nicht. Ein Beispiel dafür ist die Cessna Skymaster. Die Scaled Composites Boomerang ist ein zweimotoriges Flugzeug, bei welchem die leichte Beherrschbarkeit eines Triebwerksausfalls schon beim Designprozess berücksichtigt wurde.